# Тит Статілій Тавр (консул 11 року)
Тит Статілій Тавр (лат. Titus Statilius Taurus; 23 рік до н. е. — після 20 року н. е.) — політичний діяч ранньої Римської імперії, консул 11 року.

## Життєпис
Походив з роду нобілів Статиліїв. Син Тита Статілія Тавра, консула 37 року до н. е., та Корнелії. Про його молоді роки збереглося мало відомостей. У 11 році обрано консулом разом з Манієм Емілієм Лепідом. Відомостей про подальшу кар'єру або іншу діяльність Тита Статілія немає.

## Родина
Дружина — Валерія Мессаліна, донька Марка Валерія Мессали Корвіна.
Діти:
- Тит Статілій Тавр, консул 44 року.
- Тит Статілій Тавр Корвін, консул 45 року.
- Статілія Мессаліна